# دايفيد هيرن
دايفيد هيرن هو لاعب غولف كندي، ولد في 17 يونيو 1979 في برامبتون في كندا.

## وصلات خارجية
- الموقع الرسمي
- دايفيد هيرن على موقع رابطة لاعبي الغولف المحترفين (الإنجليزية)
- دايفيد هيرن على موقع التصنيف العالمي الرسمي للغولف (الإنجليزية)
- دايفيد هيرن على موقع اللجنة الأولمبية الدولية (الإنجليزية)
- دايفيد هيرن على موقع أوليمبيديا (الإنجليزية)
- دايفيد هيرن على موقع اللجنة الأولمبية الكندية (الإنجليزية)